# Jürgen Barth (kierowca wyścigowy)
Jürgen Barth (ur. 10 grudnia 1947 roku w Thum) – niemiecki kierowca wyścigowy.

## Kariera
Barth rozpoczął karierę w międzynarodowych wyścigach samochodowych w 1971 roku od startów w klasie GT+2.0 24-godzinnego wyścigu Le Mans, w którym uplasował się na drugiej pozycji. W późniejszych latach Niemiec pojawiał się także w stawce German Racing Championship, Interserie, World Challenge for Endurance Drivers, World Championship for Drivers and Makes, IMSA Camel GTO, FIA World Endurance Championship, European Endurance Championship, World Sports-Prototype Championship, Global GT Championship, Grand American Sports Car Series, Grand American Rolex Series, 24-godzinnego wyścigu Daytona, Peugeot RC Cup, FIA GT3 European Championship oraz Goodwood Revival St. Marys Trophy.